# 地獄少女
『地獄少女』（じごくしょうじょ）は、2005年から2009年にかけて第1期から第3期までが放送され、2017年に第4期が放送されたテレビアニメ。憎い人間を地獄へ送るミステリーホラー。また、それを原作にした永遠幸の漫画、テレビドラマ、ライトノベル、コンピュータゲーム、映画などを含むシリーズ作品の総称。
なお、以降の記述において特に断りなき場合、原作であるテレビアニメシリーズの略称を下記の通りに略す。
- 『地獄少女』 → 第1期
- 『地獄少女 二籠(ふたごもり)』 → 第2期
- 『地獄少女 三鼎(みつがなえ)』 → 第3期
- 『地獄少女 宵伽(よいのとぎ)』 → 第4期

また、ドラマ版とはテレビドラマ版の『地獄少女』のことを指す（ドラマ版の詳細については別途に設けた項目先を参照のこと）。

## 作品

### 主な内容
基本的なコンセプトは、時代劇「必殺シリーズ」の「法で裁けぬ晴らせぬ怨みを依頼者から引き受け、成敗する」というものである。これについては制作側が語っているほか、オープニング時の背景・ナレーションや、エンディング直前の場面で依頼人の名前が書かれた蝋燭に火が灯り、「貴方の怨み、晴らします」というナレーションなどからも、影響がうかがえる。

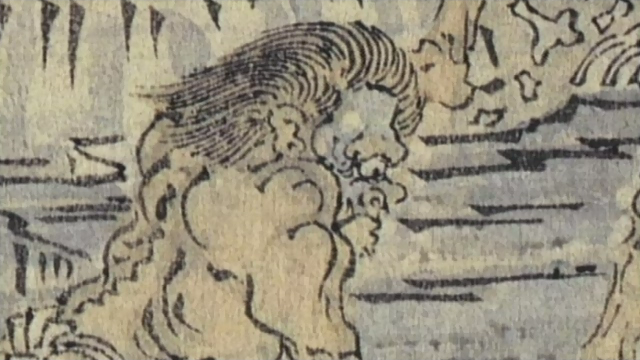
オープニング動画より
（河鍋暁斎画）

ただし、「依頼人自身も死後にその代償を受け、地獄へ落ちる」という本作品独自の設定がある。そうした作風について、制作側は「『人を呪わば穴二つ』の言葉のように、依頼者の人の命を奪うという心願成就には、それ相応の罰が必要である」と語っている。
オープニングでは、河鍋暁斎の地獄絵が使われている。

### 成立経緯
本作品の企画自体は2003年ごろから存在し、世に出そうと策が練られていたが、内容が「憎い相手を地獄流しにする」といった過激な要素が基本にあることや、原作に漫画が無い「オリジナルアニメ」の企画が通りにくい、当時の日本のアニメ市場の構造的問題もあり、企画の進行は停滞していた。
最終的に、あるスタッフが講談社の『なかよし』の編集者と会う機会を得てこの企画の話をしたところ、編集者が興味を持ち、テレビアニメ化に先立って漫画化が決定する（後述）。その後、アニメ企画も息を吹き返し、『地獄少女』という稀有なキャラクターは、世に送り出されることとなった。
その後、大森貴弘を監督に迎えて制作され、主役の声優には能登麻美子が起用された。アニメとして、プレゼンテーションの末に毎日放送（#放送局を参照）などで放送することが決まった（そのため、シリーズを通してクレジットには同局のアニメプロデューサー・丸山博雄が「企画協力」として名を連ねている）後、2005年10月より放送が開始され、半年間（連続2クール）に渡る放送は各局ともおおむね好評のうちに終了した。
アニメ（原作）としての『地獄少女』4作の放送に関する詳細は#概要を参照。

### メディア展開
アニメに先行し、永遠幸の作画で講談社『なかよし』2005年11月号から漫画化作品『地獄少女』が連載開始された。ファンシーな少女たちが描かれる明るい作風の目立つ『なかよし』において、連載作品陣では異彩を放ちつつも相応の人気を獲得し、当初は隔月連載の予定だったものが2006年1月号より毎月連載となり、全9巻が刊行された。第1シリーズの完結後はアニメ第3期『三鼎』を原作とする第2シリーズ『新・地獄少女』全3巻を経て2009年9月号より漫画オリジナルの第3シリーズ『地獄少女R（リターンズ）』が2013年4月号まで連載された。また、本編と併せて本作品とは離れた都市伝説を題材にしたアンソロジーコミック『地獄少女 閻魔あいセレクション 激こわストーリー』も全13集が刊行された。
2006年11月4日から2007年1月27日まで、実写ドラマ版『地獄少女』が日本テレビと静岡第一テレビで放送された。放送開始に当たり、ドラマ版で輪入道を演じる小倉久寛がアニメ『二籠』のナレーションを担当。また、アニメで各キャラクターを演じた声優がドラマ版に出演するなど、アニメと連動した試みも行われた。
また2007年に入り、エンターブレインとホビージャパンの2社から立て続けにノベライズが発行されることが発表された。オリジナル作品だけでなくゲームやアニメの小説化作品を多数手がける天羽沙夜がファミ通文庫版を、本作品で脚本を手がける広真紀がHJ文庫版を、それぞれ手がけており、2008年には石崎洋司がなかよし文庫版を手がけている。
『二籠』放送後には、地獄少女のキャラクターを使用した携帯電話用パズルゲーム『地獄少女ぱずるだま』の配信が開始、2007年9月にはオリジナルシナリオのアドベンチャーゲーム『地獄少女 朱蘰（あけかづら）』が発売、2009年9月には『三鼎』のオリジナルストーリーを原典にしたアドベンチャーゲーム『地獄少女 澪縁（みおよすが）』が発売された。
2016年には舞台版作品が上演され、2019年秋には実写映画作品が劇場公開された。それぞれ、詳細は#舞台や#映画を参照。

## 地獄通信（jigokutsushin.net）
強い怨みの情念を持つ者が、深夜0時ちょうど（日本標準時）にのみアクセス可能となる架空のウェブサイト。Google検索のようにシンプルな画面構成であるが、代役を用いてのアクセスには応じないという高い人物認識機能を持つ。また、まったく怨みを持たない人物には、ウェブサイトへのアクセスはできない。このサイトの存在を知る方法は、都市伝説の噂などで人づてに聞く者もいれば、インターネット上の検索サイトで関連する語句を検索することによりリンクを見つける者など、さまざまである（事前にアドレスを知っていても、条件を満たして深夜0時ちょうどでなければ、アクセスできない）。
このサイトにおいて、地獄へ流したい人物の名前を入力して送信ボタンをクリックすることにより、怨みの対象人物名が閻魔あいこと地獄少女の所有するパーソナルコンピューター（Macintosh128K〈第1期最終話のみノートパソコン〉）に届き、地獄少女との接触が成立する。送信ボタンを押した直後、あいが依頼人の部屋へ現れることもあれば、逆に彼女のいる場所へ依頼人が飛ばされる場合もある。送信ボタンを押して送信が完了されるまでカーソル付近に表示されるロード表示は、『二籠』まではWindows XP以前と同様の砂時計だったが、『三鼎』からはWindows Vista/7と同様の円アイコンが表示されるようになった。
その歴史は古く、起源は安土桃山時代後期までさかのぼれ、江戸時代中期頃には存在が作中の文献で確認できる。地獄少女との接触を図る方法も、インターネットの誕生以前（昭和中期頃）には怨みを持つ者が新聞の尋ね人欄の空白欄を見つめると浮かび上がって来る宛先へ依頼の手紙を書き、郵便ポストに投函することで地獄少女と接触を図れるという方法が採られていた（第1期第十三話より）。映画版の設定では、インターネットのない昭和時代には、新聞の求人広告を頼りに電話で依頼しており、本気の怨みがなければ電話が繋がらなかった。また、地獄少女が活動を開始した安土桃山時代後期から江戸時代前期にかけては「地獄絵馬」と呼ばれる真っ黒な絵馬の裏に怨みのターゲットを書き、それを神社に奉納させることでターゲットと接触を図っていた（『二籠』第十九話より）。
依頼人がターゲットを特定できなくても（名前どころか顔すら知らなくても）地獄少女側は正確にそれを割り出し、引き受けてもらえる。中には、無罪のターゲットを自分もろとも地獄に流す者もいるが、これも古くから時折あることだとされる（第1期第二十三話より）。だが、地獄少女側が引き受けるターゲットは一貫して1人のみであり、何度も利用したり複数のターゲットをまとめて地獄に流したりすることはできない。
ターゲットが胎児（『三鼎』第二十一話より）や依頼人の幻影（ドラマ版第六話より）であっても引き受ける場合があるが、「依頼人が人間ではない」（第1期第十七話より）、「ターゲットが地獄へ流す前に死亡」（『二籠』第十二話より）、「ターゲットが三藁のうち誰か」（『三鼎』第六話より）といった場合は依頼を取り消されることがある。また、地獄少女側にもある程度は裁量の余地が委ねられており、通常なら引き受けていたような依頼を断ったり、依頼人が糸をほどくことを引き止めようとしたりすることもある。ただし、依頼者や依頼内容を選ぶことはできない。
地獄流し
依頼人があいから手渡された藁人形（三藁が変身したもの。輪入道が使い魔になる以前にも藁人形が使われていたが、担当者は不明。）の赤い糸を解くことで正式な契約が成立し、ターゲットには三藁によって私刑「地獄流し」が執行され、怨みの内容に応じたパラレルワールド（イリュージョン）で恐怖を与えられてから、あいによって地獄に流される。その際、三藁から罪を認める気になったかを問われても、たいていは謝罪しないことが多いが、仮に謝罪したとしても地獄流しは必ず遂行されるため、あくまでも形式上のものである。地獄へ流されたターゲットは、現世から消滅している（古い時代においては死体となって発見されている）。また、漫画版では行方不明とされていることが多い。ターゲットは自分を流した者が誰なのかを基本的に知ることはない（目の前で糸を解いた場合を除く）が、流されるに至った理由を三途の川とうかがえる広河であいによって見せられることも、まれにある。
地獄流しの執行後、あいは小さな手漕ぎ舟にターゲットを乗せ（この段階になると、ほとんどのターゲットは茫然自失になるか泣き崩れているので、舟上で暴れたり逃げようとすることはほとんど無いが、仮に暴れる気力が残っていたとしても謎の力によって拘束される）、先述の川に屹立する巨大な鳥居をくぐって地獄へ流し、一連の作業は完了となる。
なお、死後に地獄へ堕ちることがすでに決定していた者（犯罪者やモラルの欠落した人間など）には、地獄少女側が一切関知しない別途の代償が要求されるという。
利用の代償
地獄通信を利用して前述の作業が完了すると、その代償として「依頼人も死後は地獄に流される」ことを示す絶対順守の契約が行使され、依頼人の胸元にはその証となる契約の刻印が浮かび上がる。依頼者が死亡すると、あいの手漕ぎ舟によって地獄へ流されるのはターゲットと同様。
寒河江ミチルの地獄通信
第4期『宵伽』でもう1人の地獄少女と化した寒河江ミチルの地獄通信は、あいのそれと見た目は同様だが、ターゲットの名前を入力すると、その依頼が正当な場合はメール形式で依頼を受けた旨の返信が依頼者のスマホなどに届く過程が挟まれている。依頼者がメールを視認するとミチルが出現し、以降は閻魔あいの地獄流しとおおむね同様になる。

## あらすじ

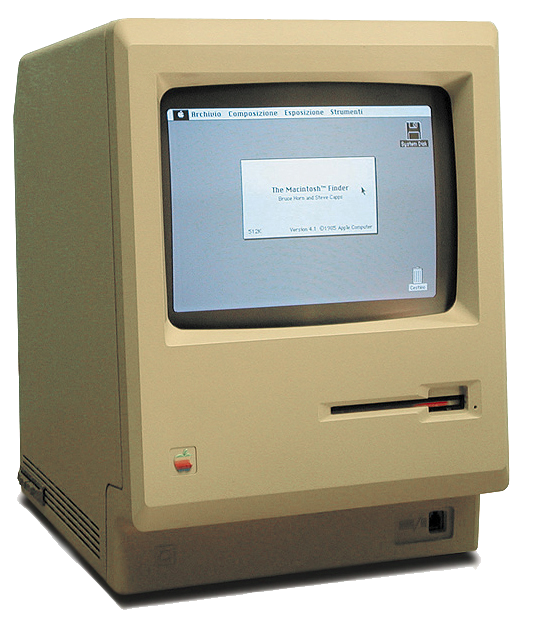
アニメの作中で、閻魔あいが使用するMacintosh 128K

世間では、ある都市伝説めいた噂が流れていた。「午前零時にだけアクセス出来るウェブサイト『地獄通信』に晴らせぬ怨みを書き込むと、地獄少女が現れて憎い相手を地獄に流してくれる」。しかし、その噂は真実だった。
怨みを持った者が「地獄通信」に書き込んだ直後、依頼者の前にセーラー服を着た長い黒髪に赤い瞳をした地獄少女・閻魔あいが現れる。あいは依頼主に契約の証である藁人形を渡し、「人形の首にかかる赤い糸を解けば、契約は成立し、憎い相手は地獄へ流される」という。ただし、「その代償として自分自身も、死後は地獄で永遠に苦しむことになる」と告げるのであった。
依頼者は、その糸を解いて怨みを晴らすのか、それとも思い直して踏み留まるのか、葛藤の中で決断を迫られる。契約が執行される際には、閻魔あいに付き従う「三藁」の一目連、骨女、輪入道らが現世での罰を与え、最後に地獄少女により「地獄流し」が行われる。

## 登場人物
詳細は地獄少女の登場人物を、また各話の登場人物については各話リストも参照。
閻魔あい
声 - 能登麻美子
本作品の主人公。
地獄通信にアクセスした依頼人の怨みの感情に共鳴すると、振袖を瞬時に着て「地獄少女」となり、依頼を遂行する。
一目連
声 - 松風雅也
あいに付き従う、三藁の1人。
骨女
声 - 本田貴子
あいに付き従う、三藁の1人。
輪入道
声 - 菅生隆之
あいに付き従う、三藁の1人。
あいの祖母
声 - 松島栄利子
夕暮れの里に建つ家であいと暮らす存在。姿は出てこない。
柴田つぐみ
声 - 水樹奈々
第1期のキーパーソン。
第2期には成長した姿、第3期には成人して保健医として、第4期では介護士として登場する。
柴田一
声 - うえだゆうじ
つぐみの父。
第2期以降は直接的には登場しないが、回想シーンなどでの登場はあり、彼の著書も語られている。
きくり
声 - さかいかな（第3期までは酒井香奈子名義）
次代の地獄少女を自称する幼女。
山童
声 - 椎名へきる
第3期からあいにつき従う存在。
御景ゆずき
声 - 佐藤聡美
第3期のキーパーソン。
寒河江ミチル
声 - 和多田美咲
第4期のキーパーソン。

## 概要
第1期 - 第3期
3作とも全26話で構成されるほか、音楽プロデュースはアニプレックス、エンディングテーマは閻魔あい役の声優・能登麻美子がそれぞれ担当。また、地上波の放映は近畿広域圏を毎日放送（MBS）、東京都域を東京メトロポリタンテレビジョン（TOKYO MX）がそれぞれ担当。なお、前者はTBS準キー局、後者は独立UHF局であるため、UHFアニメと定義されることが多い。
各話のエンディング後には、「この物語はフィクションであり登場人物および団体名は一切関係ありません」というテロップが表示される。
第1期
深夜アニメとしては異例の高視聴率を誇った（毎日放送では第9話が4.8%を記録した）最初のシリーズ。依頼者のターゲットとされる人物は基本的に悪人として描かれ、勧善懲悪のスタンスになっている。
土曜夕方に放送されていたTOKYO MXでは、第六話「昼下がりの窓」がJリーグ中継に差し替えられたが、同枠での翌週への繰り下げ放送は行われず、第七話が放送された後日の深夜帯にて話数の順番が入れ替わった状態で放送された（2011年の再放送〈19時30分 - 20時00分枠〉では特に変更なく放送された）。また、MBSでは第二十六話「かりぬい」のエンディング後のエピローグが削除された。時間こそ短いが作品世界の永続性を示しており、第2期制作決定の旨を告知する内容でもあった。アニマックスでの再放送時においても、毎回次回予告最後にカットインする「次回お楽しみに」と入った止め絵が削除されている。
第2期
ネット局は中京圏広域放送局の中部日本放送（CBC）がさらに加わった。新キャラクターとして「きくり」が登場する。演出やスタンスが様変わりし、地獄流しの演出やエピソードのどんでん返しなど、前作とは違った新しい試みが多く行われている。本作品をもって「閻魔あいを主人公にした」物語は完結の形を取っているが、最終話のラストシーンで新たなる展開を示唆する描写が見られた後、次作も製作されることになった。また、前作にはなかったギャグ展開（特にアドリブの多い千葉繁が出演した第十話）も見られるようになった。
第3期
本作品では前作までの監督である大森貴弘がスケジュールの関係からアフレコ演出のみを担当し、原案のわたなべひろしが監督を務める。新キャラクターとして「山童」が登場する。オープニングテーマソングの歌手も前作までのSNoWに代わり、北出菜奈が担当する。ネット局はTVQ九州放送（TVQ）、BIGLOBEストリームが加わり、キッズステーションが離脱した。また、本放送終了後には2009年9月から2010年3月までテレ玉の「アニたま」枠で再放送された（TOKYO MX以外の関東地上波局ではシリーズを通して初放送）。製作局のTOKYO MXでは、「番組中、一部過激な表現が含まれています。保護者の方は児童、幼児にご配慮ください。」という警告テロップを表示していた（リピート放送でも同様）。
特集放送・総集編 ほか
キッズステーションでは、2006年1月11日に他局との放送調整のため、過去に放送された内容のダイジェスト版に当たる『地獄少女・総集編』が放送された。これは後にTOKYO MXでも同年10月7日に放送されたほか、GyaO!でも配信されている。また、セル版のDVD第四巻に特典映像として収録された（レンタル版には未収録）。
アニマックスでも各期がたびたび再放送されていたほか、TOKYO MXでは各シリーズの全話から選んだエピソードを『地獄少女セレクション』と題し、再放送していた（放送話については、#各話リストを参照）。
第4期
前作終了から約8年後の2017年3月、第4期『地獄少女 宵伽』（じごくしょうじょ よいのとぎ）の制作が発表、同年7月から9月まで放送された。ネット局は新たに群馬テレビ、とちぎテレビ、BS11が加わり、地上局・CS局は再編された。メインキャスト・スタッフは過去3作とほぼ同様（監督は第1期・第2期の大森が復帰）。新キャラクター・寒河江ミチルが登場する。
放送様式は完全新作の本編（全6話）を連続で放送し、その後、過去作から選ばれた6話（「珠玉の回顧録セレクション6選」と呼称）放送で構成。この「回顧録」は、実写映像内でキャラクターの平面的な絵に棒を差したりして人形劇のように人力で動かす特殊な技法で制作される新作映像（劇メーションと俗称される）がアバンタイトルに追加された、特別バージョンとなる。きくりと三藁たちが他愛の無い雑談をしながら過去（第3期まで）の地獄流し依頼を回想する内容であることから、「回顧録」そのものは時間軸上では『宵伽』本編と同時期となり（山童が登場しないことやきくりの様子から、第六話より後であることが示唆されている）、オープニングやエンディングについても『宵伽』本編のものが継続して使用された。
放送終了後にわたなべとプロデューサーの阿部愛が答えたインタビューによれば、前作終了後も遊技機用の映像制作などでプロジェクト自体の作業は続いていたところに「また新作が観たいね」という話が自然と持ち上がり、制作に至ったという。また、オープニングナレーションへのひし美ゆり子の起用については、わたなべの第1期当時からの要望がようやく実現したそうである。

## アバンタイトル
河鍋暁斎の「地獄絵図」、閻魔あいと三藁のシルエットをはめ込んだものに女優や俳優によるナレーションを加えたアバンタイトルが披露された後、オープニングタイトルが開始される。ただし、『三鼎』のみアバンタイトル後に本編の一部を挟んでからオープニングが開始されるという、若干の変更が加えられている。
- 第1期 - 室井滋
- 二籠 - 小倉久寛
- 三鼎 - YOU
- 宵伽 - ひし美ゆり子

## スタッフ
|                              | 第1期                | 第2期                | 第3期                | 第4期                      |
| ---------------------------- | -------------------- | -------------------- | -------------------- | -------------------------- |
| 原案                         | わたなべひろし       | わたなべひろし       | わたなべひろし       | わたなべひろし             |
| 原作                         | 地獄少女プロジェクト | 地獄少女プロジェクト | 地獄少女プロジェクト | 地獄少女プロジェクト       |
| 監督                         | 大森貴弘             | 大森貴弘             | わたなべひろし       | 大森貴弘                   |
| シリーズ構成                 | 金巻兼一             | 金巻兼一             | 金巻兼一             | 金巻兼一                   |
| キャラクターデザイン         | 岡真里子             | 岡真里子             | 岡真里子             | 岡真里子                   |
| 総作画監督                   | 相澤昌弘             | 岡真里子             | 岡真里子             | 岡真里子                   |
| 総作画監督                   | N/A                  | N/A                  | 秋山由樹子           | N/A                        |
| 美術監督                     | 菱沼由典             | 小木斉之             | 小木斉之             | 海津利子                   |
| 色彩設計                     | 松本真司             | 松本真司             | 松本真司             | 松本真司                   |
| 撮影監督                     | 近藤慎与             | 近藤慎与             | 下崎昭               | 下崎昭                     |
| 編集                         | 松村正宏             | 松村正宏             | 松村正宏             | 松村正宏                   |
| 音楽                         | 高梨康治             | 高梨康治             | 高梨康治             | 高梨康治                   |
| 音楽                         | 水谷広実             | 水谷広実             | 水谷広実             | N/A                        |
| 音楽                         | N/A                  | N/A                  | 藤澤健至             | N/A                        |
| プロデューサー               | 阿部愛               | 阿部愛               | 阿部愛               | 足立和紀 山佳孝典 塩谷佳之 |
| プロデューサー               | 林田師博             | 林田師博             | 松木あい             | 足立和紀 山佳孝典 塩谷佳之 |
| アニメーションプロデューサー | 飯島浩次             | 豊住政弘             | N/A                  | 豊住政弘                   |
| アニメーション制作           | スタジオディーン     | スタジオディーン     | スタジオディーン     | スタジオディーン           |
| 製作                         | 地獄少女プロジェクト | 地獄少女プロジェクト | 三鼎製作委員会       | 宵伽製作委員会             |

## 主題歌
| シーズン | 曲名            | 歌           | 作詞           | 作曲             | 編曲                 |
| -------- | --------------- | ------------ | -------------- | ---------------- | -------------------- |
| 第1期    | 逆さまの蝶      | SNoW         | SNoW、山野英明 | SNoW、進藤安三津 | 進藤安三津、藤田謙一 |
| 二籠     | NightmaRe       | SNoW         | 山野英明       | SNoW、進藤安三津 | 進藤安三津、藤田謙一 |
| 三鼎     | 月華-tsukihana- | 北出菜奈     | 北出菜奈       | Velvet romica    | 根岸孝旨             |
| 宵伽     | ノイズ          | ミオヤマザキ | ミオヤマザキ   | ミオヤマザキ     | KenKen               |

| シーズン | 曲名     | 歌         | 作詞       | 作曲       | 編曲       |
| -------- | -------- | ---------- | ---------- | ---------- | ---------- |
| 第1期    | かりぬい | 能登麻美子 | 三重野瞳   | 西田マサラ | 西田マサラ |
| 二籠     | あいぞめ | 能登麻美子 | ああ       | Takumi     | 西田マサラ |
| 三鼎     | いちぬけ | 能登麻美子 | 三重野瞳   | 浅見昴生   | 浅見昴生   |
| 宵伽     | いろがみ | 能登麻美子 | 絋瀬さやか | 水谷広実   | 水谷広実   |

| シーズン | 曲名           | 歌                     | 作詞         | 作曲・編曲 |
| -------- | -------------- | ---------------------- | ------------ | ---------- |
| 三鼎     | 夏のエンジェル | 森山ジュン（高垣彩陽） | 川崎ヒロユキ | 金巻兼一   |
| 三鼎     | ふたりの珊瑚礁 | 森山ジュン（高垣彩陽） | 川崎ヒロユキ | 金巻兼一   |

上記以外の音楽に関しては『地獄少女 オリジナルサウンドトラック』シリーズを参照。

## 各話リスト
| 話数                   | サブタイトル              | 脚本              | 絵コンテ          | 演出              | 作画監督                                                | 初放送日          |                   |                   |                   |                   |                   |                   |                   |                   |                   |                   |                   |                   |                   |                   |                   |                   |                   |                   |
| 第1期『地獄少女』      | 第1期『地獄少女』         | 第1期『地獄少女』 | 第1期『地獄少女』 | 第1期『地獄少女』 | 第1期『地獄少女』                                       | 第1期『地獄少女』 | 第1期『地獄少女』 | 第1期『地獄少女』 | 第1期『地獄少女』 | 第1期『地獄少女』 | 第1期『地獄少女』 | 第1期『地獄少女』 | 第1期『地獄少女』 | 第1期『地獄少女』 | 第1期『地獄少女』 | 第1期『地獄少女』 | 第1期『地獄少女』 | 第1期『地獄少女』 | 第1期『地獄少女』 | 第1期『地獄少女』 | 第1期『地獄少女』 | 第1期『地獄少女』 | 第1期『地獄少女』 | 第1期『地獄少女』 |
| ---------------------- | ------------------------- | ----------------- | ----------------- | ----------------- | ------------------------------------------------------- | ----------------- | ----------------- | ----------------- | ----------------- | ----------------- | ----------------- | ----------------- | ----------------- | ----------------- | ----------------- | ----------------- | ----------------- | ----------------- | ----------------- | ----------------- | ----------------- | ----------------- | ----------------- | ----------------- |
| 第一話                 | 夕闇の彼方より            | 鈴木雅詞          | 大森貴弘          | 則座誠            | 岡真里子                                                | 2005年 10月8日    |                   |                   |                   |                   |                   |                   |                   |                   |                   |                   |                   |                   |                   |                   |                   |                   |                   |                   |
| 第二話                 | 魅入られた少女            | 金巻兼一          | こでらかつゆき    | 大関雅幸          | 山川宏治 早川ナオミ                                     | 10月15日          |                   |                   |                   |                   |                   |                   |                   |                   |                   |                   |                   |                   |                   |                   |                   |                   |                   |                   |
| 第三話                 | 汚れたマウンド            | 広真紀            | 細田雅弘          | 細田雅弘          | 井上善勝                                                | 10月22日          |                   |                   |                   |                   |                   |                   |                   |                   |                   |                   |                   |                   |                   |                   |                   |                   |                   |                   |
| 第四話                 | 聞こえぬ叫び声            | 福嶋幸典          | 森下昇吾          | 千葉大輔          | 小谷杏子                                                | 10月29日          |                   |                   |                   |                   |                   |                   |                   |                   |                   |                   |                   |                   |                   |                   |                   |                   |                   |                   |
| 第五話                 | 高い塔の女                | 西園悟            | こでらかつゆき    | 伊達将利          | 服部憲知                                                | 11月5日           |                   |                   |                   |                   |                   |                   |                   |                   |                   |                   |                   |                   |                   |                   |                   |                   |                   |                   |
| 第六話                 | 昼下がりの窓              | 高橋ナツコ        | 小島正士          | 吉田俊司          | 森本浩文                                                | 11月12日          |                   |                   |                   |                   |                   |                   |                   |                   |                   |                   |                   |                   |                   |                   |                   |                   |                   |                   |
| 第七話                 | ひびわれた仮面            | 広真紀            | 若林厚史          | 則座誠            | 山本佐和子                                              | 11月19日          |                   |                   |                   |                   |                   |                   |                   |                   |                   |                   |                   |                   |                   |                   |                   |                   |                   |                   |
| 第八話                 | 静寂の交わり              | 金巻兼一          | 森下昇吾          | 栗井重紀          | 富沢和雄                                                | 11月26日          |                   |                   |                   |                   |                   |                   |                   |                   |                   |                   |                   |                   |                   |                   |                   |                   |                   |                   |
| 第九話                 | 甘い罠                    | 福嶋幸典          | こでらかつゆき    | 小坂春女          | 小谷杏子 森本浩文                                       | 12月3日           |                   |                   |                   |                   |                   |                   |                   |                   |                   |                   |                   |                   |                   |                   |                   |                   |                   |                   |
| 第十話                 | トモダチ                  | 広真紀            | 大畑清隆          | 岡崎幸男          | 笠原彰 土橋昭人 森下昇吾                                | 12月10日          |                   |                   |                   |                   |                   |                   |                   |                   |                   |                   |                   |                   |                   |                   |                   |                   |                   |                   |
| 第十一話               | ちぎれた糸                | 金巻兼一          | 大畑晃一          | 吉田俊司          | 服部憲知 清水貴子 小谷杏子 森下昇吾                     | 12月17日          |                   |                   |                   |                   |                   |                   |                   |                   |                   |                   |                   |                   |                   |                   |                   |                   |                   |                   |
| 第十二話               | 零れたカケラ達            | 高木登            | 後藤圭二          | 佐原亜湖          | 森本浩文 笠原彰 清水貴子                                | 12月24日          |                   |                   |                   |                   |                   |                   |                   |                   |                   |                   |                   |                   |                   |                   |                   |                   |                   |                   |
| 第十三話               | 煉獄少女                  | 西園悟            | 小島正士          | 小坂春女          | 服部憲知 森下昇吾                                       | 2006年 1月7日     |                   |                   |                   |                   |                   |                   |                   |                   |                   |                   |                   |                   |                   |                   |                   |                   |                   |                   |
| 第十四話               | 袋小路の向こう            | 高木登            | こでらかつゆき    | 林直孝            | 小谷杏子 森本浩文                                       | 1月14日           |                   |                   |                   |                   |                   |                   |                   |                   |                   |                   |                   |                   |                   |                   |                   |                   |                   |                   |
| 第十五話               | 島の女                    | 広真紀            | 大畑清隆          | 岡崎幸男          | 杉本光司 土橋昭人                                       | 1月21日           |                   |                   |                   |                   |                   |                   |                   |                   |                   |                   |                   |                   |                   |                   |                   |                   |                   |                   |
| 第十六話               | 旅芸人の夜                | 福嶋幸典          | 大畑晃一          | 吉田俊司          | 服部憲知 森下昇吾                                       | 1月28日           |                   |                   |                   |                   |                   |                   |                   |                   |                   |                   |                   |                   |                   |                   |                   |                   |                   |                   |
| 第十七話               | 硝子ノ風景                | 金巻兼一          | 名村英敏          | 則座誠            | 森本浩文                                                | 2月4日            |                   |                   |                   |                   |                   |                   |                   |                   |                   |                   |                   |                   |                   |                   |                   |                   |                   |                   |
| 第十八話               | 縛られた少女              | 西園悟            | こでらかつゆき    | 筑紫大介          | 服部憲知 森下昇吾                                       | 2月11日           |                   |                   |                   |                   |                   |                   |                   |                   |                   |                   |                   |                   |                   |                   |                   |                   |                   |                   |
| 第十九話               | 花嫁人形                  | 高橋ナツコ        | 福田道生          | 岡崎幸男          | 杉本光司 土橋昭人                                       | 2月18日           |                   |                   |                   |                   |                   |                   |                   |                   |                   |                   |                   |                   |                   |                   |                   |                   |                   |                   |
| 第二十話               | 地獄少女 対 地獄少年      | 広真紀            | 大畑清隆          | 林直孝            | 小谷杏子 笠原彰                                         | 2月25日           |                   |                   |                   |                   |                   |                   |                   |                   |                   |                   |                   |                   |                   |                   |                   |                   |                   |                   |
| 第二十一話             | 優しい隣人                | 福嶋幸典          | 大畑晃一          | 吉田俊司          | 服部憲知 森下昇吾                                       | 3月4日            |                   |                   |                   |                   |                   |                   |                   |                   |                   |                   |                   |                   |                   |                   |                   |                   |                   |                   |
| 第二十二話             | 悔恨の雨                  | 西園悟            | 福田道生          | 小坂春女          | 笠原彰 清水貴子                                         | 3月11日           |                   |                   |                   |                   |                   |                   |                   |                   |                   |                   |                   |                   |                   |                   |                   |                   |                   |                   |
| 第二十三話             | 病棟の光                  | 高木登            | 大畑清隆          | 岡崎幸男          | 杉本光司 土橋昭人 水川弘理                              | 3月18日           |                   |                   |                   |                   |                   |                   |                   |                   |                   |                   |                   |                   |                   |                   |                   |                   |                   |                   |
| 第二十四話             | 夕暮れの里                | 金巻兼一          | わたなべひろし    | 筑紫大介          | 服部憲知 森下昇吾                                       | 3月25日           |                   |                   |                   |                   |                   |                   |                   |                   |                   |                   |                   |                   |                   |                   |                   |                   |                   |                   |
| 第二十五話             | 地獄少女                  | 金巻兼一          | 大森貴弘          | 小坂春女          | 笠原彰 清水貴子                                         | 4月1日            |                   |                   |                   |                   |                   |                   |                   |                   |                   |                   |                   |                   |                   |                   |                   |                   |                   |                   |
| 第二十六話             | かりぬい                  | 金巻兼一          | 小島正士          | 大森貴弘          | 岡真里子                                                | 4月8日            |                   |                   |                   |                   |                   |                   |                   |                   |                   |                   |                   |                   |                   |                   |                   |                   |                   |                   |
| 第2期『地獄少女 二籠』 |                           |                   |                   |                   |                                                         |                   |                   |                   |                   |                   |                   |                   |                   |                   |                   |                   |                   |                   |                   |                   |                   |                   |                   |                   |
| 第一話                 | 闇の中の少女              | 金巻兼一          | 大森貴弘          | 大森貴弘          | 岡真里子                                                | 10月7日           |                   |                   |                   |                   |                   |                   |                   |                   |                   |                   |                   |                   |                   |                   |                   |                   |                   |                   |
| 第二話                 | うたかた                  | 広真紀            | 大畑清隆          | 吉田俊司          | 石川洋一                                                | 10月14日          |                   |                   |                   |                   |                   |                   |                   |                   |                   |                   |                   |                   |                   |                   |                   |                   |                   |                   |
| 第三話                 | 愛しのけいちゃん          | 高橋ナツコ        | 小滝礼            | 筑紫大介          | 小谷杏子                                                | 10月21日          |                   |                   |                   |                   |                   |                   |                   |                   |                   |                   |                   |                   |                   |                   |                   |                   |                   |                   |
| 第四話                 | 秘密                      | 金巻兼一          | わたなべひろし    | 神保昌登          | 飯塚晴子 野口和夫                                       | 10月28日          |                   |                   |                   |                   |                   |                   |                   |                   |                   |                   |                   |                   |                   |                   |                   |                   |                   |                   |
| 第五話                 | 地獄への暴走              | 川崎ヒロユキ      | 中山ひばり        | 株本毅            | 萩原弘光                                                | 11月4日           |                   |                   |                   |                   |                   |                   |                   |                   |                   |                   |                   |                   |                   |                   |                   |                   |                   |                   |
| 第六話                 | 陽のあたる場所            | 高木登            | 名村英敏          | 孫承希            | 秋山由樹子 鈴木彩子                                     | 11月11日          |                   |                   |                   |                   |                   |                   |                   |                   |                   |                   |                   |                   |                   |                   |                   |                   |                   |                   |
| 第七話                 | 絆                        | 金巻兼一 鈴木雅詞 | 小滝礼            | 山口美浩          | 飯飼一幸                                                | 11月18日          |                   |                   |                   |                   |                   |                   |                   |                   |                   |                   |                   |                   |                   |                   |                   |                   |                   |                   |
| 第八話                 | 偽地獄通信                | 西園悟            | 藤原良二          | 吉田俊司          | 石川洋一                                                | 11月25日          |                   |                   |                   |                   |                   |                   |                   |                   |                   |                   |                   |                   |                   |                   |                   |                   |                   |                   |
| 第九話                 | あにいもうと              | 高橋ナツコ        | 中山岳洋          | 中山岳洋          | 波風立流                                                | 12月2日           |                   |                   |                   |                   |                   |                   |                   |                   |                   |                   |                   |                   |                   |                   |                   |                   |                   |                   |
| 第十話                 | 曽根アンナの濡れた休日    | 広真紀            | わたなべひろし    | わたなべひろし    | 菊地洋子                                                | 12月9日           |                   |                   |                   |                   |                   |                   |                   |                   |                   |                   |                   |                   |                   |                   |                   |                   |                   |                   |
| 第十一話               | 遠い隣室                  | 高木登            | 大畑清隆          | 筑紫大介          | 石川智美                                                | 12月16日          |                   |                   |                   |                   |                   |                   |                   |                   |                   |                   |                   |                   |                   |                   |                   |                   |                   |                   |
| 第十二話               | 黒の轍                    | 西園悟            | 名村英敏          | 神保昌登          | 金順淵 南伸一郎                                         | 12月23日          |                   |                   |                   |                   |                   |                   |                   |                   |                   |                   |                   |                   |                   |                   |                   |                   |                   |                   |
| 第十三話               | Vの惨劇                   | 川崎ヒロユキ      | 藤原良二          | 孫承希            | 石川洋一                                                | 2007年 1月6日     |                   |                   |                   |                   |                   |                   |                   |                   |                   |                   |                   |                   |                   |                   |                   |                   |                   |                   |
| 第十四話               | 静かな湖畔                | 金巻兼一          | 渡辺正樹          | 吉田俊司          | 萩原弘光                                                | 1月13日           |                   |                   |                   |                   |                   |                   |                   |                   |                   |                   |                   |                   |                   |                   |                   |                   |                   |                   |
| 第十五話               | この国のために            | 西園悟            | 中山岳洋          | 中山岳洋          | 胡陽樹 飯塚晴子 鈴木彩子                                | 1月20日           |                   |                   |                   |                   |                   |                   |                   |                   |                   |                   |                   |                   |                   |                   |                   |                   |                   |                   |
| 第十六話               | 悪女志願                  | 広真紀            | 名村英敏          | 神保昌登          | 波風立流                                                | 1月27日           |                   |                   |                   |                   |                   |                   |                   |                   |                   |                   |                   |                   |                   |                   |                   |                   |                   |                   |
| 第十七話               | 沈黙のまなざし            | 広真紀            | 藤原良二          | 吉田俊司          | 石川智美                                                | 2月3日            |                   |                   |                   |                   |                   |                   |                   |                   |                   |                   |                   |                   |                   |                   |                   |                   |                   |                   |
| 第十八話               | あのひとの記録            | 高木登            | 小滝礼            | 中野英明          | 飯飼一幸                                                | 2月10日           |                   |                   |                   |                   |                   |                   |                   |                   |                   |                   |                   |                   |                   |                   |                   |                   |                   |                   |
| 第十九話               | 湯けむり地獄、旅の宿      | 西園悟            | 大畑清隆          | 筑紫大介          | 金順淵                                                  | 2月17日           |                   |                   |                   |                   |                   |                   |                   |                   |                   |                   |                   |                   |                   |                   |                   |                   |                   |                   |
| 第二十話               | 乙女のアルバム            | 高橋ナツコ        | 名村英敏          | 中山岳洋          | 石川洋一 南伸一郎                                       | 2月24日           |                   |                   |                   |                   |                   |                   |                   |                   |                   |                   |                   |                   |                   |                   |                   |                   |                   |                   |
| 第二十一話             | 紙風船ふわり              | 金巻兼一          | 藤原良二          | 吉田俊司          | 高橋英吉 萩原弘光                                       | 3月3日            |                   |                   |                   |                   |                   |                   |                   |                   |                   |                   |                   |                   |                   |                   |                   |                   |                   |                   |
| 第二十二話             | 憧憬                      | 金巻兼一          | 中山ひばり        | 神保昌登          | 門智昭 南伸一郎                                         | 3月10日           |                   |                   |                   |                   |                   |                   |                   |                   |                   |                   |                   |                   |                   |                   |                   |                   |                   |                   |
| 第二十三話             | 不信                      | 広真紀            | 藤原良二          | 孫承希            | 金順淵 青木真理子                                       | 3月17日           |                   |                   |                   |                   |                   |                   |                   |                   |                   |                   |                   |                   |                   |                   |                   |                   |                   |                   |
| 第二十四話             | 連鎖                      | 西園悟            | 大畑清隆          | 中野英明          | 飯飼一幸                                                | 3月24日           |                   |                   |                   |                   |                   |                   |                   |                   |                   |                   |                   |                   |                   |                   |                   |                   |                   |                   |
| 第二十五話             | 彷徨                      | 高橋ナツコ        | 小滝礼            | 吉田俊司          | 石川智美                                                | 3月31日           |                   |                   |                   |                   |                   |                   |                   |                   |                   |                   |                   |                   |                   |                   |                   |                   |                   |                   |
| 第二十六話             | あいぞめ                  | 金巻兼一          | 名村英敏          | 大森貴弘 平向智子 | 岡真里子 萩原弘光                                       | 4月7日            |                   |                   |                   |                   |                   |                   |                   |                   |                   |                   |                   |                   |                   |                   |                   |                   |                   |                   |
| 第3期『地獄少女 三鼎』 |                           |                   |                   |                   |                                                         |                   |                   |                   |                   |                   |                   |                   |                   |                   |                   |                   |                   |                   |                   |                   |                   |                   |                   |                   |
| 第一話                 | 奪われた少女              | 金巻兼一          | わたなべひろし    | わたなべひろし    | 秋山由樹子 小谷杏子                                     | 2008年 10月4日    |                   |                   |                   |                   |                   |                   |                   |                   |                   |                   |                   |                   |                   |                   |                   |                   |                   |                   |
| 第二話                 | 籠ノ鳥                    | 金巻兼一          | 大畑清隆          | 吉田俊司          | 石川洋一                                                | 10月11日          |                   |                   |                   |                   |                   |                   |                   |                   |                   |                   |                   |                   |                   |                   |                   |                   |                   |                   |
| 第三話                 | 腐った果実                | 川崎ヒロユキ      | 藤原良二          | 星野真            | 日高真由美                                              | 10月18日          |                   |                   |                   |                   |                   |                   |                   |                   |                   |                   |                   |                   |                   |                   |                   |                   |                   |                   |
| 第四話                 | 兄貴                      | 広真紀            | 神保昌登          | 神保昌登          | 荻原弘光                                                | 10月25日          |                   |                   |                   |                   |                   |                   |                   |                   |                   |                   |                   |                   |                   |                   |                   |                   |                   |                   |
| 第五話                 | うつせみ                  | 高木登            | 小滝礼            | 小坂春女          | 河南正昭                                                | 11月1日           |                   |                   |                   |                   |                   |                   |                   |                   |                   |                   |                   |                   |                   |                   |                   |                   |                   |                   |
| 第六話                 | わたしのセンセイ          | 森山あけみ        | 名村英敏          | 岡嶋国敏          | Bak Sangjin                                             | 11月8日           |                   |                   |                   |                   |                   |                   |                   |                   |                   |                   |                   |                   |                   |                   |                   |                   |                   |                   |
| 第七話                 | うそつき                  | 根元歳三          | 新留俊哉          | 吉田俊司          | 門智昭                                                  | 11月15日          |                   |                   |                   |                   |                   |                   |                   |                   |                   |                   |                   |                   |                   |                   |                   |                   |                   |                   |
| 第八話                 | 隣                        | 三重野瞳          | 藤原良二          | 羽原久美子        | 輿石暁 伊貞熈                                           | 11月22日          |                   |                   |                   |                   |                   |                   |                   |                   |                   |                   |                   |                   |                   |                   |                   |                   |                   |                   |
| 第九話                 | はぐれ稲荷                | 鈴木雅詞          | 小滝礼            | 高村雄太          | 胡陽樹                                                  | 11月29日          |                   |                   |                   |                   |                   |                   |                   |                   |                   |                   |                   |                   |                   |                   |                   |                   |                   |                   |
| 第十話                 | 鏡の中の金魚              | 国井桂            | 大畑清隆 藤原良二 | 神保昌登          | 石川洋一                                                | 12月6日           |                   |                   |                   |                   |                   |                   |                   |                   |                   |                   |                   |                   |                   |                   |                   |                   |                   |                   |
| 第十一話               | 滲んだ頁                  | 高木登            | 名村英敏          | 吉田俊司          | 安田京弘 星野尾高広                                     | 12月13日          |                   |                   |                   |                   |                   |                   |                   |                   |                   |                   |                   |                   |                   |                   |                   |                   |                   |                   |
| 第十二話               | 真夏のグラフ              | 広真紀            | 渡辺正樹          | 渡辺正樹          | 荻原弘光                                                | 12月20日          |                   |                   |                   |                   |                   |                   |                   |                   |                   |                   |                   |                   |                   |                   |                   |                   |                   |                   |
| 第十三話               | 六文燈籠                  | 金巻兼一          | 藤原良二          | うえだしげる      | Bak Sangjin                                             | 12月27日          |                   |                   |                   |                   |                   |                   |                   |                   |                   |                   |                   |                   |                   |                   |                   |                   |                   |                   |
| 第十四話               | 怨みの街角                | 川崎ヒロユキ      | 藤原良二          | 星野真            | 日高真由美                                              | 2009年 1月10日    |                   |                   |                   |                   |                   |                   |                   |                   |                   |                   |                   |                   |                   |                   |                   |                   |                   |                   |
| 第十五話               | 兎と亀                    | 根元歳三          | 神保昌登          | 神保昌登          | 門智昭                                                  | 1月17日           |                   |                   |                   |                   |                   |                   |                   |                   |                   |                   |                   |                   |                   |                   |                   |                   |                   |                   |
| 第十六話               | 誘惑の罠                  | 高木登            | 名村英敏          | 吉田俊司          | 胡陽樹                                                  | 1月24日           |                   |                   |                   |                   |                   |                   |                   |                   |                   |                   |                   |                   |                   |                   |                   |                   |                   |                   |
| 第十七話               | 藁の中                    | 広真紀            | 小滝礼            | 高村雄太          | 石川洋一                                                | 1月31日           |                   |                   |                   |                   |                   |                   |                   |                   |                   |                   |                   |                   |                   |                   |                   |                   |                   |                   |
| 第十八話               | スペシャルレディオ        | 三重野瞳          | 渡辺正樹          | 渡辺正樹          | 星野尾高広                                              | 2月7日            |                   |                   |                   |                   |                   |                   |                   |                   |                   |                   |                   |                   |                   |                   |                   |                   |                   |                   |
| 第十九話               | 雪月花                    | 川崎ヒロユキ      | 藤原良二          | 羽原久美子        | 輿石暁                                                  | 2月14日           |                   |                   |                   |                   |                   |                   |                   |                   |                   |                   |                   |                   |                   |                   |                   |                   |                   |                   |
| 第二十話               | 地獄博士 対 地獄少女      | 小中千昭          | 名村英敏          | 吉田俊司          | 萩原弘光                                                | 2月21日           |                   |                   |                   |                   |                   |                   |                   |                   |                   |                   |                   |                   |                   |                   |                   |                   |                   |                   |
| 第二十一話             | うしろの正面              | 森山あけみ        | 神保昌登          | 神保昌登          | 門智昭 Bak Sangjin                                      | 2月28日           |                   |                   |                   |                   |                   |                   |                   |                   |                   |                   |                   |                   |                   |                   |                   |                   |                   |                   |
| 第二十二話             | 華と月                    | 国井桂            | 藤原良二          | 星野真            | 日高真由美                                              | 3月7日            |                   |                   |                   |                   |                   |                   |                   |                   |                   |                   |                   |                   |                   |                   |                   |                   |                   |                   |
| 第二十三話             | 日暮れ坂                  | 根元歳三          | 藤原良二          | 高村雄太          | 胡陽樹                                                  | 3月14日           |                   |                   |                   |                   |                   |                   |                   |                   |                   |                   |                   |                   |                   |                   |                   |                   |                   |                   |
| 第二十四話             | 蜉蝣                      | 高木登            | 渡辺正樹          | 渡辺正樹          | 星野尾高広                                              | 3月21日           |                   |                   |                   |                   |                   |                   |                   |                   |                   |                   |                   |                   |                   |                   |                   |                   |                   |                   |
| 第二十五話             | ゆずき                    | 金巻兼一          | 藤原良二          | 吉田俊司          | 石川洋一 門智昭                                         | 3月28日           |                   |                   |                   |                   |                   |                   |                   |                   |                   |                   |                   |                   |                   |                   |                   |                   |                   |                   |
| 第二十六話             | 魂の軌跡                  | 金巻兼一          | わたなべひろし    | わたなべひろし    | 岡真里子 萩原弘光                                       | 4月4日            |                   |                   |                   |                   |                   |                   |                   |                   |                   |                   |                   |                   |                   |                   |                   |                   |                   |                   |
| 第4期『地獄少女 宵伽』 |                           |                   |                   |                   |                                                         |                   |                   |                   |                   |                   |                   |                   |                   |                   |                   |                   |                   |                   |                   |                   |                   |                   |                   |                   |
| 第一話                 | 見えない聞こえない        | 金巻兼一          | 畠山守            | 吉田俊司          | 清水勝祐 加藤万由子 木下ゆうき                          | 2017年 7月15日    |                   |                   |                   |                   |                   |                   |                   |                   |                   |                   |                   |                   |                   |                   |                   |                   |                   |                   |
| 第二話                 | あなたしかいない          | 吉永亜矢          | 斉藤哲人          | 伊勢昌弘 ボブ白旗 | 中澤祐一 中山由美 飯田宏義                              | 7月22日           |                   |                   |                   |                   |                   |                   |                   |                   |                   |                   |                   |                   |                   |                   |                   |                   |                   |                   |
| 第三話                 | いつか誰かが…             | 高木登            | 西本由起夫        | 高橋英俊          | 南伸一郎 武本大介                                       | 7月29日           |                   |                   |                   |                   |                   |                   |                   |                   |                   |                   |                   |                   |                   |                   |                   |                   |                   |                   |
| 第四話                 | わたしを深く埋めて        | 吉永亜矢          | 高本宣弘          | 中村近世          | 清水勝祐 木下ゆうき 小林利充 さのえり 門智明 岡本恵里香 | 8月5日            |                   |                   |                   |                   |                   |                   |                   |                   |                   |                   |                   |                   |                   |                   |                   |                   |                   |                   |
| 第五話                 | 風の歌が聞こえる          | 金巻兼一          | 寺東克己          | 門田英彦          | 吉川佳織 阿部恒                                         | 8月12日           |                   |                   |                   |                   |                   |                   |                   |                   |                   |                   |                   |                   |                   |                   |                   |                   |                   |                   |
| 第六話                 | あやおり                  | 金巻兼一          | 大森貴弘          | 大森貴弘          | 清水勝祐 木下ゆうき 小林利充 伊藤幸 松下純子 昆富美子   | 8月19日           |                   |                   |                   |                   |                   |                   |                   |                   |                   |                   |                   |                   |                   |                   |                   |                   |                   |                   |
| 第七話                 | 回顧録 〜汚れたマウンド〜 | 広真紀            | 細田雅弘          | 細田雅弘          | 井上善勝                                                | 8月26日           |                   |                   |                   |                   |                   |                   |                   |                   |                   |                   |                   |                   |                   |                   |                   |                   |                   |                   |
| 第八話                 | 回顧録 〜昼下がりの窓〜   | 髙橋ナツコ        | 小島正志          | 吉田俊司          | 森本浩文                                                | 9月2日            |                   |                   |                   |                   |                   |                   |                   |                   |                   |                   |                   |                   |                   |                   |                   |                   |                   |                   |
| 第九話                 | 回顧録 〜零れたカケラ達〜 | 高木登            | 後藤圭二          | 佐原亜湖          | 森本浩文 笠原彰 清水貴子                                | 9月9日            |                   |                   |                   |                   |                   |                   |                   |                   |                   |                   |                   |                   |                   |                   |                   |                   |                   |                   |
| 第十話                 | 回顧録 〜黒の轍〜         | 西園悟            | 名村英敏          | 神保昌登          | 南伸一郎 金順淵                                         | 9月16日           |                   |                   |                   |                   |                   |                   |                   |                   |                   |                   |                   |                   |                   |                   |                   |                   |                   |                   |
| 第十一話               | 回顧録 〜籠ノ鳥〜         | 金巻兼一          | 大畑清隆          | 吉田俊司          | 石川洋一                                                | 9月23日           |                   |                   |                   |                   |                   |                   |                   |                   |                   |                   |                   |                   |                   |                   |                   |                   |                   |                   |
| 第十二話               | 回顧録 〜はぐれ稲荷〜     | 鈴木雅詞          | 小滝礼            | 高村雄太          | 胡陽樹                                                  | 9月30日           |                   |                   |                   |                   |                   |                   |                   |                   |                   |                   |                   |                   |                   |                   |                   |                   |                   |                   |

## 放送局
| 放送期間                      | 放送時間                     | 放送局             | 対象地域   | 備考                                                                  |
| ----------------------------- | ---------------------------- | ------------------ | ---------- | --------------------------------------------------------------------- |
| 2005年10月5日 - 2006年4月5日  | 水曜 0:00 - 0:30（火曜深夜） | キッズステーション | 日本全域   | 企画協力 / CS放送 / リピート放送あり                                  |
| 2005年10月7日 - 2006年4月7日  | 金曜 18:30 - 19:00           | アニマックス       | 日本全域   | 企画協力 / CS放送 / リピート放送あり                                  |
| 2005年10月8日 - 2006年4月22日 | 土曜 17:00 - 17:30           | TOKYO MX           | 東京都     | [ 注 12 ]                                                             |
| 2005年10月9日 - 2006年4月9日  | 日曜 1:55 - 2:25（土曜深夜） | 毎日放送           | 近畿広域圏 | 企画協力 / 『アニメシャワー』第1部 （デジタルは16:9フルサイズで放送） |

| 放送期間                       | 放送時間                     | 放送局             | 対象地域   | 備考                                                                  |
| ------------------------------ | ---------------------------- | ------------------ | ---------- | --------------------------------------------------------------------- |
| 2006年10月7日 - 2007年4月7日   | 土曜 19:30 - 20:00           | アニマックス       | 日本全域   | 企画協力 / CS放送 / リピート放送あり                                  |
|                                | 土曜 22:00 - 22:30           | TOKYO MX           | 東京都     | リピート放送あり （デジタルでは第6話より16:9フルサイズで放送）        |
| 2006年10月8日 - 2007年4月8日   | 日曜 1:55 - 2:25（土曜深夜） | 毎日放送           | 近畿広域圏 | 企画協力 / 『アニメシャワー』第1部 （デジタルは16:9フルサイズで放送） |
| 2006年10月11日 - 2007年4月11日 | 水曜 0:00 - 0:30（火曜深夜） | キッズステーション | 日本全域   | 企画協力 / CS放送 / リピート放送あり                                  |
| 2006年10月13日 - 2007年4月20日 | 金曜 3:20 - 3:50（木曜深夜） | 中部日本放送       | 中京広域圏 | 企画協力                                                              |

| 放送期間                       | 放送時間                     | 放送局       | 対象地域   | 備考                                 |
| ------------------------------ | ---------------------------- | ------------ | ---------- | ------------------------------------ |
| 2008年10月4日 - 2009年4月4日   | 土曜 17:00 - 17:30           | TOKYO MX     | 東京都     | 製作委員会参加 / リピート放送あり    |
| 2008年10月5日 - 2009年4月5日   | 日曜 2:25 - 2:55（土曜深夜） | 毎日放送     | 近畿広域圏 | 企画協力 / 『アニメシャワー』第2部   |
| 2008年10月9日 - 2009年4月9日   | 木曜 1:38 - 2:08（水曜深夜） | TVQ九州放送  | 福岡県     | 超額縁放送                           |
| 2008年10月10日 - 2009年4月10日 | 金曜 2:00 - 2:30（木曜深夜） | 中部日本放送 | 中京広域圏 |                                      |
| 2008年10月22日 - 2009年4月22日 | 水曜 18:30 - 19:00           | アニマックス | 日本全域   | 企画協力 / CS放送 / リピート放送あり |

| 配信期間                     | 配信時間                   | 配信サイト        |
| ---------------------------- | -------------------------- | ----------------- |
| 2008年10月8日 - 2009年4月8日 | 水曜 0:00（火曜深夜） 更新 | BIGLOBEストリーム |

| 放送期間                | 放送時間                     | 放送局         | 対象地域   | 備考                      |
| ----------------------- | ---------------------------- | -------------- | ---------- | ------------------------- |
| 2017年7月15日 - 9月30日 | 土曜 0:00 - 0:30（金曜深夜） | TOKYO MX       | 東京都     | 製作委員会参加            |
|                         |                              | とちぎテレビ   | 栃木県     |                           |
|                         |                              | 群馬テレビ     | 群馬県     |                           |
|                         |                              | BS11           | 日本全域   | BS放送 / 『ANIME+』枠     |
|                         | 土曜 2:55 - 3:25（金曜深夜） | 毎日放送       | 近畿広域圏 | 『アニメイズム』隣接枠    |
| 2017年7月17日 - 10月2日 | 月曜 0:20 - 0:50（日曜深夜） | ファミリー劇場 | 日本全域   | CS放送 / リピート放送あり |

| 配信期間                | 配信時間                     | 配信サイト                                                                                            |
| ----------------------- | ---------------------------- | --- |
| 2017年7月17日 - 10月2日 | 月曜 12:00 更新              | GYAO! ニコニコチャンネル dアニメストア ひかりTV バンダイチャンネル ビデオマーケット アニメ放題 U-NEXT |
|                         | 月曜 23:30 - 火曜 0:00       | AbemaTV 新作TVアニメチャンネル リピート配信あり                                                       |
| 2017年7月18日 - 10月3日 | 火曜 0:00 - 0:28（月曜深夜） | ニコニコ生放送                                                                                        |

## BD / DVD
すべてアニプレックスから発売。
| 巻 | 発売日        | 収録話                  | 規格品番 | 規格品番  |
| 巻 | 発売日        | 収録話                  | BD       | DVD       |
| -- | ------------- | ----------------------- | -------- | --------- |
| 一 | 2006年1月25日 | 第一話 - 第三話         | -        | ANSB-1831 |
| 二 | 2006年2月22日 | 第四話 - 第六話         | -        | ANSB-1832 |
| 三 | 2006年3月29日 | 第七話 - 第九話         | -        | ANSB-1833 |
| 四 | 2006年4月26日 | 第十話 - 第十二話       | -        | ANSB-1834 |
| 五 | 2006年5月24日 | 第十三話 - 第十五話     | -        | ANSB-1835 |
| 六 | 2006年6月28日 | 第十六話 - 第十八話     | -        | ANSB-1836 |
| 七 | 2006年7月26日 | 第十九話 - 第二十一話   | -        | ANSB-1837 |
| 八 | 2006年8月23日 | 第二十二話 - 第二十三話 | -        | ANSB-1838 |
| 九 | 2006年9月27日 | 第二十四話 - 第二十六話 | -        | ANSB-1839 |

| 巻             | 発売日        | 収録話                  | 規格品番 | 規格品番        |
| 巻             | 発売日        | 収録話                  | BD       | DVD             |
| -------------- | ------------- | ----------------------- | -------- | --------------- |
| 一             | 2007年2月28日 | 第一話 - 第三話         | -        | ANSB-2471       |
| 二             | 2007年2月28日 | 第四話 - 第六話         | -        | ANSB-2472       |
| 三             | 2007年4月25日 | 第七話 - 第九話         | -        | ANSB-2473       |
| 四             | 2007年4月25日 | 第十話 - 第十二話       | -        | ANSB-2474       |
| 五             | 2007年6月27日 | 第十三話 - 第十五話     | -        | ANSB-2475       |
| 六             | 2007年6月27日 | 第十六話 - 第十八話     | -        | ANSB-2476       |
| 七             | 2007年8月22日 | 第十九話 - 第二十二話   | -        | ANSB-2477       |
| 八             | 2007年8月22日 | 第二十三話 - 第二十六話 | -        | ANSB-2478       |
| 箱ノ一（BOX1） | 2007年1月24日 | 第一話 - 第六話         | -        | ANZB-2470       |
| 箱ノ二（BOX2） | 2007年3月28日 | 第七話 - 第十二話       | -        | ANZB-2473       |
| 箱ノ三（BOX3） | 2007年5月23日 | 第十三話 - 第十八話     | -        | ANZB-2465～2466 |
| 箱ノ四（BOX4） | 2007年7月25日 | 第十九話 - 第二十六話   | -        | ANZB-2477       |

| 巻 | 発売日         | 収録話                  | 規格品番 | 規格品番  |
| 巻 | 発売日         | 収録話                  | BD       | DVD       |
| -- | -------------- | ----------------------- | -------- | --------- |
| 一 | 2008年12月17日 | 第一話 - 第三話         | -        | ANSB-2481 |
| 二 | 2009年1月28日  | 第四話 - 第六話         | -        | ANSB-2482 |
| 三 | 2009年2月25日  | 第七話 - 第九話         | -        | ANSB-2483 |
| 四 | 2009年3月25日  | 第十話 - 第十二話       | -        | ANSB-2484 |
| 五 | 2009年4月22日  | 第十三話 - 第十五話     | -        | ANSB-2485 |
| 六 | 2009年5月27日  | 第十六話 - 第十八話     | -        | ANSB-2486 |
| 七 | 2009年6月24日  | 第十九話 - 第二十一話   | -        | ANSB-2487 |
| 八 | 2009年7月22日  | 第二十二話 - 第二十四話 | -        | ANZB-2488 |
| 九 | 2009年8月26日  | 第二十五話 - 第二十六話 | -        | ANSB-2489 |

| 巻 | 発売日        | 収録話          | 規格品番   | 規格品番   |
| 巻 | 発売日        | 収録話          | BD         | DVD        |
| -- | ------------- | --------------- | ---------- | ---------- |
| 上 | 2017年8月23日 | 第一話 - 第三話 | ANSX-12541 | ANSB-12541 |
| 下 | 2017年9月27日 | 第四話 - 第六話 | ANSX-12542 | ANSB-12542 |

## 関連番組・サイト

### 放送直前!「地獄少女 三鼎」絶叫ナビ
『三鼎』の放送記念特別番組。出演者はインパルス、関暁夫（ハローバイバイ〈当時〉）、中村豪（やるせなす）、山本梓、AKB48。
| 放送局       | 放送日         | 放送時間                               |
| ------------ | -------------- | -------------------------------------- |
| TOKYO MX     | 2008年9月27日  | 本放送に同じ（リピートも同様）         |
| TVQ九州放送  | 2008年10月1日  | 本放送に同じ                           |
| アニマックス | 2008年10月19日 | 14:00 - 14:30（リピート23:00 - 23:30） |

### 放送直前!「地獄少女 宵伽」スペシャル 〜今宵あなたは地獄を見る〜
『宵伽』の放送記念特別番組。出演者は能登麻美子（閻魔あい役）、松風雅也（一目連役）、和多田美咲（ミチル役）、わたなべひろし（原案）、さかいかな（ナレーション）。
| 放送局         | 放送日        | 放送時間                       |
| -------------- | ------------- | ------------------------------ |
| TOKYO MX       | 2017年7月8日  | 本放送に同じ                   |
| とちぎテレビ   | 2017年7月8日  | 本放送に同じ                   |
| 群馬テレビ     | 2017年7月8日  | 本放送に同じ                   |
| BS11           | 2017年7月8日  | 本放送に同じ                   |
| 毎日放送       | 2017年7月8日  | 本放送に同じ                   |
| ファミリー劇場 | 2017年7月10日 | 本放送に同じ（リピートも同様） |

### 特設サイト
『三鼎』ではBIGLOBEとのタイアップを実施し、BIGLOBEストリームでは本編だけでなく、本編放送開始前には各種インタビュー動画やプロモーション動画を、本編には特別映像として反省会（監督のわたなべ、プロデューサーの阿部と松木の3人による座談会）が配信されている。また特設サイトでは各種投稿や投票企画、グッズ販売、プレゼント企画、音声合成サービス「コエラボ」でのあいの声を合成するサービスなどを展開することになっている。

### Webラジオ「地獄配信」
『三鼎』の放送に伴い、公式サイトで、インターネットラジオ番組『地獄配信』が配信された。パーソナリティは閻魔あい役の能登麻美子。
番組のエンディングテーマは『三鼎』の主題歌を交互に使用。奇数回ではオープニングテーマ「月華-tsukihana-」（歌：北出菜奈）、偶数回ではエンディングテーマ「いちぬけ」（歌：能登麻美子）がそれぞれ用いられた。
配信リスト
| 回     | 配信日        | ゲスト                       |
| ------ | ------------- | ---------------------------- |
| 第1回  | 2008年10月3日 | わたなべひろし（原案・監督） |
| 第2回  | 10月14日      | わたなべひろし（原案・監督） |
| 第3回  | 10月28日      | 酒井香奈子（きくり役）       |
| 第4回  | 11月11日      | 酒井香奈子（きくり役）       |
| 第5回  | 11月26日      | 松風雅也（一目連役）         |
| 第6回  | 12月9日       | 松風雅也（一目連役）         |
| 第7回  | 12月24日      | 沖佳苗（高杉秋恵役）         |
| 第8回  | 2009年1月6日  | 沖佳苗（高杉秋恵役）         |
| 第9回  | 1月20日       | 佐藤聡美（御景ゆずき役）     |
| 第10回 | 2月4日        | 佐藤聡美（御景ゆずき役）     |
| 第11回 | 2月26日       | 椎名へきる（山童役）         |
| 第12回 | 3月12日       | 椎名へきる（山童役）         |

## 関連書籍
公式アニメガイド 地獄少女 地獄絵巻（全2巻）
発行元：講談社
- 第壱巻 2006年3月29日発行、ISBN 4-06-372136-1
- 第弐巻 2006年6月28日発行、ISBN 4-06-372173-6

第1期の公式ガイドブック。新書判。第壱巻には第一話 - 第十三話、第弐巻には第十四話 - 第二十六話のダイジェストや設定資料を掲載。
地獄少女オフィシャルビジュアルブック
発行元：ホビージャパン、2006年9月13日発行、ISBN 978-4-89425-466-4
第1期の公式ビジュアルブック。全エピソード解説、設定資料、スタッフ・声優陣へのインタビュー記事や座談会などで構成。
地獄少女イラストレーションズ 鏡花水月
発行元：一迅社、2008年10月10日発行、ISBN 978-4-7580-1122-8
アニメシリーズ3作品のキービジュアルやイメージイラスト、アニメ雑誌やDVDに使われたイラスト、キャラクターデザイナーの岡真里子と閻魔あい役の能登麻美子へのスペシャルインタビューなどを収録した画集。
2017年9月12日には同社のDNAメディアブックスより、『三鼎』や『宵伽』のイラスト、遊技機用描き下ろしイラストなど計30点の新規画稿を追加した改訂版が発売された。ISBN 978-4-75801-574-5

## 関連企画
喫茶店
2006年9月29日から渋谷パルコのZERO GATEにて、『二籠』と連動した冥土カフェ「地獄少女」が運営された。当初は1か月間限定だったが、好評だったことから同年12月3日まで期間を延長した。また、運営期間中には閻魔あい役の能登麻美子やテレビドラマ版の出演者が訪れた。
展覧会
2008年10月10日から、渋谷パルコのロゴスギャラリーにて、『三鼎』放送開始記念として展覧会「地獄少女〜憂鬱美術展〜」が開催された。
アバター
『三鼎』の放送中から、アイテムが販売された。モバゲータウン・MIXMASTER・ちぷやタウン・yahoo!アバターといった、ゲームサイトやソーシャル・ネットワーキング・サービスにて各々に利用可能。
エイプリルフール
『宵伽』の公式ウェブサイトが、2017年4月1日限定で、キービジュアルの閻魔あいの制服の配色や、背景を明るく変えて羽を背負った『天国少女』に変更され、キャッチコピーが『もっぺん生きてみる』に変更された。放送予定日は『宵伽』のものである。

## メディア展開作品

### 小説
地獄少女 うつろいの彼岸花
天羽沙夜：著 / 南野彼方：画 / エンターブレイン・ファミ通文庫刊。
2007年2月9日初版発行 ISBN 978-4-7577-3332-9
同じ中学校で冬休みの前後に起きた2つの事件と、それぞれの事件に巻き込まれた末に地獄通信へアクセスした女子生徒2名にまつわるストーリーが描かれる。
地獄少女 恨の紋章
広真紀：著 / 田上俊介：画 / ホビージャパン・HJ文庫刊。
2007年2月1日初版発行 ISBN 978-4-89425-510-4
同級生を地獄へ流したことに悩み、県立高校へ転校して来た鶴木清香と同じクラスになった松宮渉。同級生失踪事件の真相を告げて姿を消した清香を追い、渉は単身上京する。
小説 地獄少女
石崎洋司：著 / 永遠幸：画 / 講談社・なかよし文庫刊。
2008年4月4日初版発行 ISBN 978-4-06-373321-1
旧家に生まれたゆえのしがらみに翻弄されて地獄通信に救いを求めた少女の話、同じ中学校から何度も地獄流しを依頼されることに不信感を持ったあいたちが魔界の使者・黒魔女の企みを知り、それを阻止しようとする話の2話を収録。
作中には、同著者による青い鳥文庫『黒魔女さんが通る!!』の登場人物の存在が示唆されている。
2019年8月8日には講談社・青い鳥文庫にて描き下ろし表紙で再刊された。ISBN 978-4-06-516680-2

### 舞台
2016年11月9日から11月13日まで、東京都渋谷区のCBGKシブゲキ!!で上演。
キャスト
- 閻魔あい：荒井萌
- 一目連：小澤亮太
- 骨女：瀬戸早妃
- 輪入道：島津健太郎
- きくり：高橋紗妃

### 映画
2019年11月15日に劇場公開された。監督・脚本は『ノロイ』『貞子vs伽椰子』『不能犯』を手がけた白石晃士が、主演は『貞子vs伽椰子』から久々に彼と2回目のタッグとなる玉城ティナがそれぞれ務める。
基本的な設定はテレビアニメ版に準じているが、物語は映画版独自の内容となっている。

#### 製作（映画版）
2018年9月13日に制作が発表された。
白石は「原作の持つエネルギーに負けず、生まれようとしている映画が健やかに暴れまくって世に放たれるように、しっかりと産婆の役目を果たしたい」「ホラーの要素もありますが、美しさと悲しさと凶暴さが同居する『青春映画』、いわば私なりのキラキラ映画です」、主人公の閻魔あいを演じる玉城は「原作はわたしの世代では知らない人がいないくらい有名」「最初お話を頂いた時は驚きの方が強かったのですが監督の頭の中にある『地獄少女』を深く共有して、いい作品にできるように頑張ります」と、それぞれコメントしている。
三藁のキャスティングについては白石の「強烈な存在感が必要不可欠だった」とのこだわりのもと、骨女には堂々とした佇まいとセクシーさから橋本マナミ、輪入道にはその存在感とオーラから麿赤児がそれぞれ起用されたほか、一目連にはオーディションを経て白石の「パッと見、ゾクッとさせるような鋭さのあるビジュアルが欲しかった。彼を見たとき、ぴったりだった」との評価により、楽駆が選ばれた。なお、現場撮影の際には麿による歌唱シーンや橋本によるキスシーンも撮影されたが、映画本編ではすべてカットされている。
玉城は小学生当時に漫画版を読んでおり、本作品ではあいを演じるに際し、能登麻美子の演じたテレビアニメ版のあいを参考にして声を作ったほか、撮影中にはまばたきをしなかったうえ、コンタクトレンズを装着していたことからもカットがかかるまでに目が乾いていき、視点が合わなくなっていったという。
映画版オリジナルキャラクターの1人である南條遥を演じる仁村紗和へのインタビューによれば、撮影は2018年秋に行われたそうである。仁村はオーディションの際に中森明菜の「少女A」を歌って選ばれており、演技については同じく映画版オリジナルキャラクターの1人である市川美保を演じる森七菜から引き出されたところもあったほか、歌へのコンプレックスを克服したライブシーンについては白石のこだわりも重なり、2、3日かけて撮影したので見どころだという。なお、白石は音楽的要素を加えて本作品の世界観に厚みを持たせようとこのシーンを撮影・編集したことや、歌で物語を止めないことが重要であることを劇場公開後にコメントしている。
森は小中学生当時にテレビアニメ版や漫画版をよく見ており、オーディションの際には実写映画化に驚いてあいを誰が演じるかが気になったほか、美保を演じる際には親友のために美保の人生が狂っていくところは理解できないと思っていたが、演じていくうちに自分も人のために狂うことができたことに驚いたという。

#### プロモーション（映画版）
2019年7月1日には公開日が同年11月15日に決定し、特報映像とポスタービジュアルが解禁された。同年8月22日にあいと三藁のビジュアルが公開された後、同年9月13日には本予告が解禁され、本ポスタービジュアルと主題歌情報が公開された。
2019年10月8日には新宿バルト9にて完成披露試写会が開催され、舞台挨拶にあい役の玉城、美保役の森、遥役の仁村、御厨早苗役の大場美奈 (SKE48)、魔鬼役の藤田富、監督の白石が登壇したほか、当日に22歳の誕生日を迎えた玉城には黒と赤で彩られたバースデーケーキや、テレビアニメ版のキャラクターデザイナーの岡真里子によるあいの描き下ろしイラスト色紙が贈呈された。
2019年11月13日には早苗に無数の手が襲いかかる場面をはじめとする戦慄シーンを収めた場面写真が公開されたほか、映画版のあいとテレビアニメ版のあいが同時に決め台詞を言うコラボ映像がYouTubeにて解禁された。
2019年11月16日には新宿バルト9にて公開記念舞台挨拶が開催され、舞台挨拶に玉城、橋本、楽駆、森、仁村、大場、藤田、白石が登壇した。
2019年11月23日には森の演じる美保が藁人形の糸を引こうとする本編映像が、YouTubeにて公開された。

#### 出演（映画版）
- 閻魔あい：玉城ティナ
- 骨女：橋本マナミ
- 一目連：楽駆
- 輪入道：麿赤児
- 市川美保：森七菜
- 南條遥：仁村紗和
- 御厨早苗：大場美奈（SKE48）
- 長岡拓郎：森優作
- 長岡雅子：片岡礼子
- 新庄：成田瑛基
- 魔鬼：藤田富
- 工藤仁：波岡一喜
- 田中夏美：寺島咲
- 工藤結衣：風祭ゆき
- 御厨朋絵：山崎美貴
- シャイナ：さぃもん（Wi-Fi-5）
- ナギサ：高野渚（Wi-Fi-5）
- ライム：白鳥来夢（Wi-Fi-5）
- 刑務官：わたなべひろし

#### スタッフ（映画版）
- 原案：わたなべひろし
- 原作：地獄少女プロジェクト
- 監督・脚本：白石晃士
- 音楽：富貴晴美
- 製作総指揮：久保忠佳、依田巽
- 製作：堂山昌司、松下智人、小竹里美、宮田昌広
- プロデューサー：平田樹彦、山口敏功、横山和宏、内藤和也
- アソシエイトプロデューサー：福島聡司
- ラインプロデューサー：守田健二
- 撮影：釘宮慎治
- 照明：田辺浩
- 録音：石貝洋
- 美術：安宅紀史
- 編集：張本征治
- VFXスーパーバイザー：村上優悦
- 音響効果：岡瀬晶彦
- 助監督：山口晃二
- スタイリスト：中井綾子
- ヘアメイク：村木アケミ
- 装飾：山本直輝
- 特殊スタイリスト：百武朋
- 特殊メイク：並河学
- スタントコーディネーター：吉田浩之
- スクリプター：近藤真智子
- キャスティング：北田由利子
- 製作担当：小川勝美
- 音楽プロデューサー：中村千枝
- 配給：ギャガ
- 制作プロダクション：ダブル・フィールド
- 製作：映画『地獄少女』製作委員会（NBCユニバーサル・エンターテイメント、藤商事、ギャガ、ギャンビット）

#### 評価（映画版）
ねとらぼによるレビューでは、「ヤバい女が出てくるところが最高」「女性を人間として描いている」「ホラーが苦手な人でも楽しめる」「器の大きさを感じる」などと評されている。

### ゲーム
地獄少女 朱蘰（あけかづら）
コンパイルハート制作・発売のニンテンドーDS用アドベンチャーゲーム。2007年9月27日発売。詳細は『地獄少女 朱蘰』を参照。
地獄少女ぱずるだま
コナミネットDXにて配信されている携帯電話用パズルゲーム。『対戦ぱずるだま』を地獄少女風にアレンジしたもの。
地獄少女恋々花札
コナミネットDXにて配信されている携帯電話用ゲーム。キャラについては閻魔あい、三藁、柴田親子、きくりたちが登場し、勝ち抜き戦のストーリーモードと気軽に対決できる対戦モードの2通りで遊べる。
地獄少女 みにっこあどべんちゃー
コナミネットDXにて配信されている携帯電話用アドベンチャーゲーム。デフォルメ化されたあいたちが登場し、コミカルなストーリーを展開する。
地獄少女 澪縁（みおよすが）
コンパイルハート制作・発売のPlayStation 2用ミステリーアドベンチャーゲーム。『三鼎』のアナザーストーリーになっている。2009年9月17日発売。詳細は『地獄少女 澪縁』を参照。

### パチンコ・パチスロ
いずれも製造・販売元は藤商事。
CR地獄少女
2011年11月上旬より発売・稼働開始したパチンコ。第1期から『三鼎』までのキャラクターが登場、新規に作成されたオリジナルのストーリーが収録され、演出も『地獄少女』の内容が元になっている。また、山童役の椎名へきるによる「願いの灯 祈りの音」、御景ゆずき役の佐藤聡美による「紅い実」の新曲2曲が使われている。
CR地獄少女 弐
2015年5月上旬より発売・稼働開始したパチンコ。前機種同様にシリーズ通しての主要キャラクターが登場するほか、新作オリジナルのストーリーや本作を元にした演出もそのまま継承されている。それに加え、「地獄少女」としてのゆずきがフィーチャーされており、モードセレクトであいとゆずきが選べるほか、ゆずきを主体にした演出も加えられている。また、『CR地獄少女』のオリジナル曲2曲に加え、ゆずき役の佐藤による「舞い散る花」、山童役の椎名による「紅い花闇に咲きて」、花村弓枝役の森永理科による「詠み人知らず」などの新曲も使われている。
パチスロ地獄少女
2015年10月中旬より発売・稼働開始のパチスロ。パチンコ2機種同様にシリーズ通しての主要キャラクターが登場し、演出や映像を継承しつつ、パチスロならではのゲーム性を強化している。また、ART時にはあいのコスチュームを替えられる「コスプレカスタマイズ機能」やBGMを歴代主題歌やパチンコオリジナル楽曲から選択可能な「楽曲カスタマイズ機能」を搭載している。
CR地獄少女弐 きくりの地獄祭りVer.
2016年2月1日より発売・稼働開始のパチンコ。作風が前作『CR地獄少女 弐』から一変し、明るくなっている。
パチスロ地獄少女 宵伽
2017年9月より発売・稼働開始のパチスロ。新筐体「Fusion Core」を採用し、『宵伽』全6話を搭載。ARTではあい・ゆずき・ミチル3人それぞれのモードが用意されている。
CR地獄少女 宵伽
2018年1月9日より発売・稼働開始したパチンコ。前作までの主要キャラクターに加え、『宵伽』より登場した寒河江ミチルをメインに加え、パチンコオリジナルストーリーも一新されている。『地獄少女 弐』で採用された『今週の依頼リーチ』は内容が一新され、アニメ版『宵伽』の全6話に加えて本作品用に描き下ろされた新ストーリー全3話が収録されているほか、オリジナル楽曲も全4曲が追加されている。ライトスペックは新規則制定後の2018年9月18日より『PA地獄少女 宵伽』として発売・稼働開始。シリーズ初の設定付きパチンコである。
P地獄少女覚醒3000Ver.
2023年2月20日に稼働が開始したパチンコ。